# ایستگاه متروی امام حسین (تهران)
ایستگاه متروی امام حسین، یکی از ایستگاه‌های خط ۲ متروی تهران است که در میدان امام حسین تهران واقع شده‌است این ایستگاه، ایستگاه تقاطعی خط ۲ و خط ۶ است. این ایستگاه در ۱ آذر ۱۳۸۵ رسماً مورد بهره‌برداری قرار گرفت. همچنین قسمت خط ۶ آن در ۶ مهر ۱۳۹۸ مورد بهره‌برداری قرار گرفت.

## مشخصات
این ایستگاه در ۲۳ متری عمق زمین و در سه طبقه ساخته شده‌است و مساحت آن هشت هزار متر مربع است. این ایستگاه همچنین مجهز به آسانسور برای تردد معلولان جسمی-حرکتی است.
سکوی خط ۶ این ایستگاه بخاطر قرار گرفتن ایستگاه در محل تغییر جهت خط، منحنی ساخته شده است.